# 邊傒
邊傒（1516年—1556年），字志甫，號康谷，直隸河間府任丘縣人，官籍，明朝政治人物。

## 生平
嘉靖十年（1531年）辛卯科順天鄉試第三十七名舉人，三十二年（1553年）癸丑科進士。都察院觀政，官至浙江歸安縣知縣，卒於官。

## 家族
曾祖邊永，戶部郎中 贈都察院右僉都御史；祖父邊鏞，南京刑部右侍郎；父邊寧，按察司副使。母楊氏（封宜人）。兄邊偉（運使）、邊億（參政）、邊備、邊僑（知州）、邊偕（散官）、邊仲（郎中）、邊偁（長史）、邊佃（推官）、邊偲、邊侁（少卿）、邊任、邊像（知縣）、邊倓（監生）、邊偦。弟邊儀、邊倕，俱監生；邊僙、邊伾，俱生員；邊伽（監生）、邊代（生員）。